# Sassonia-Gotha

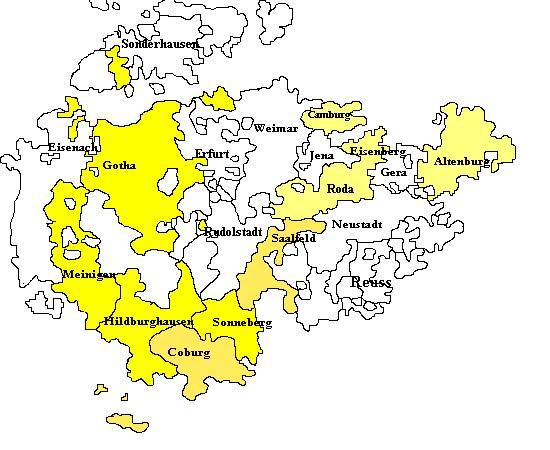

Sassonia-Gotha fu uno stato storico dell'attuale Turingia, in Germania. Esso venne creato nel 1640 per il Duca Ernesto I e terminò la propria esistenza come stato indipendente nel 1680 quando le terre vennero divise tra i suoi figli, alla sua morte, nel 1675. L'area attorno alla città di Gotha passò al maggiore dei figli sopravvissuti di Ernesto, Federico I di Sassonia-Gotha-Altenburg, il quale ereditò inoltre Altenburg (che Ernesto aveva a sua volta ereditato dalla moglie, Elisabetta Sofia) e divenne Duca di Sassonia-Gotha-Altenburg.

## Duchi di Sassonia-Gotha
- Ernesto I il Pio (1640–1675, anche Duca di Sassonia-Altenburg dal 1672)
- Diviso in Sassonia-Gotha-Altenburg, Sassonia-Coburgo, Sassonia-Meiningen, Sassonia-Römhild, Sassonia-Eisenberg, Sassonia-Hildburghausen e Sassonia-Saalfeld nel 1680

Quando le Casate di Sassonia-Gotha e Altenburg si estinsero nel 1825, il Sassonia-Gotha-Altenburg venne diviso nuovamente. Sassonia-Gotha passò a Duca di Sassonia-Coburgo-Saalfeld e Saalfeld passò ai Sassonia-Meiningen. Il Duca di Sassonia-Hildburghausen ricevette il Sassonia-Altenburg, e diede Hildburghausen ai Sassonia-Meiningen.
All'abolizione della monarchia tedesca al termine della prima guerra mondiale, entrò a far parte dello Stato della Turingia, nel 1920.

## Fonti
- Ducato di Sassonia-Gotha, su bartleby.com. URL consultato l'8 febbraio 2008 (archiviato dall'url originale il 9 maggio 2006).